# Umidificatore

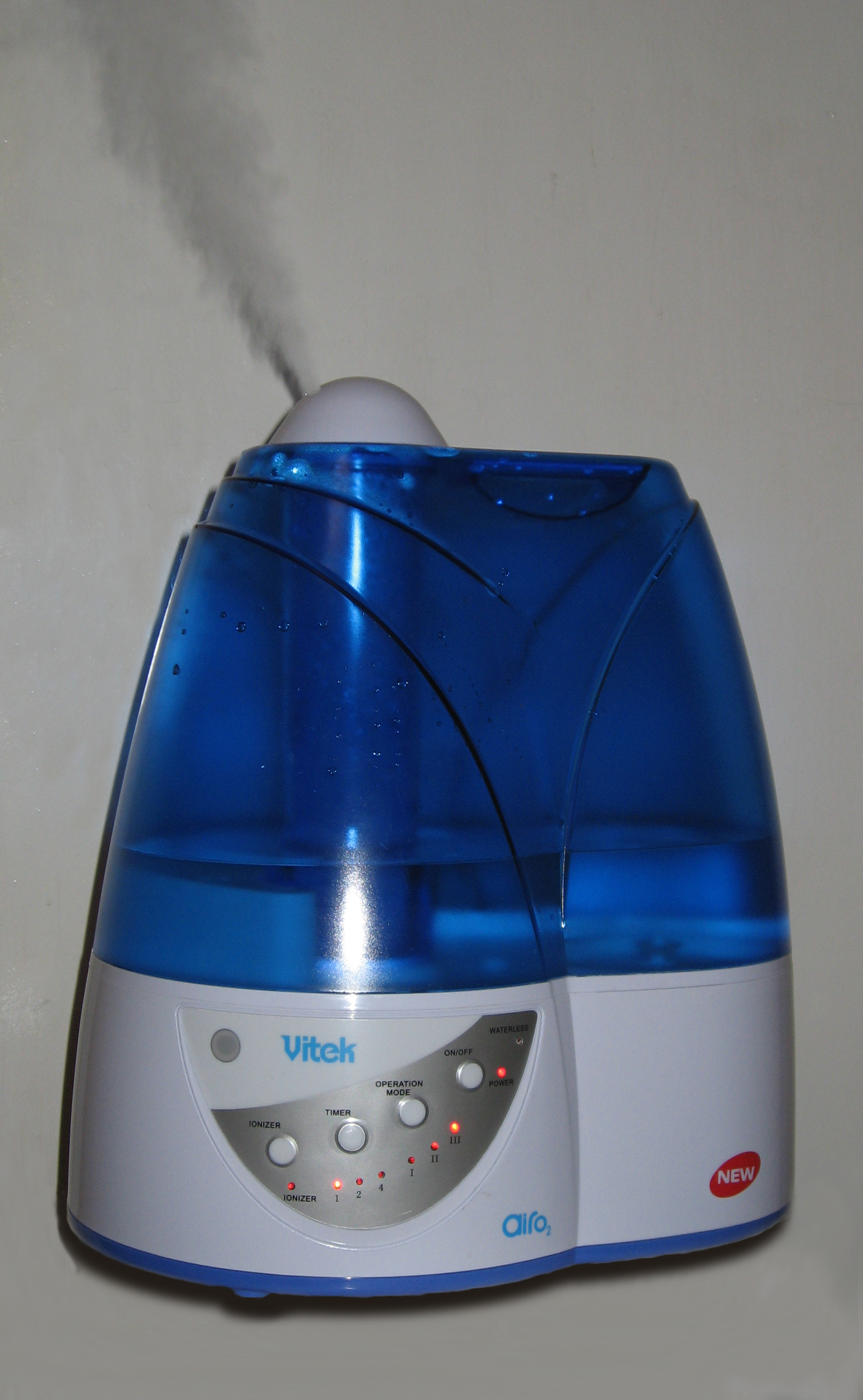
Un umidificatore domestico

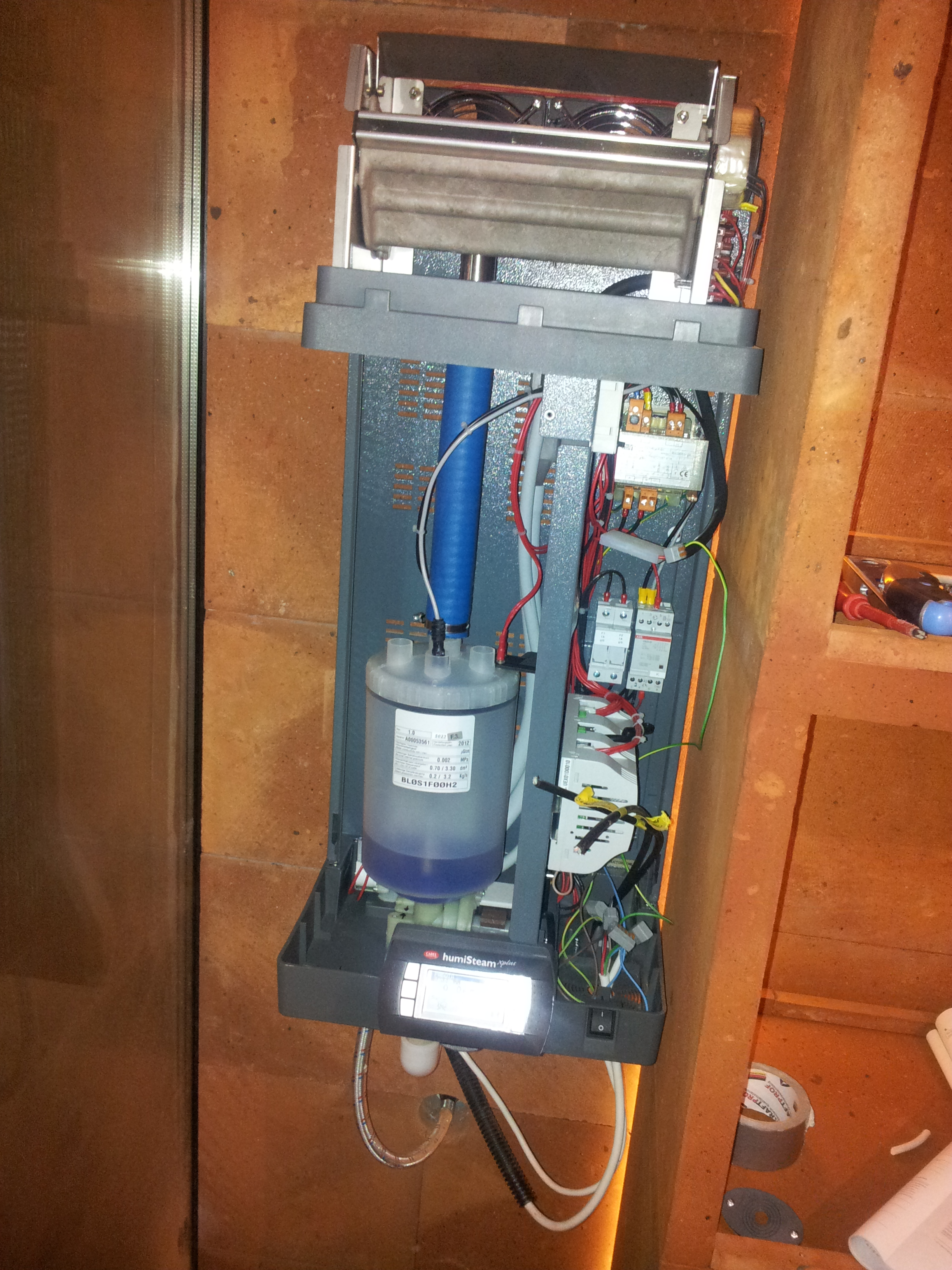
Particolari di un umidificatore

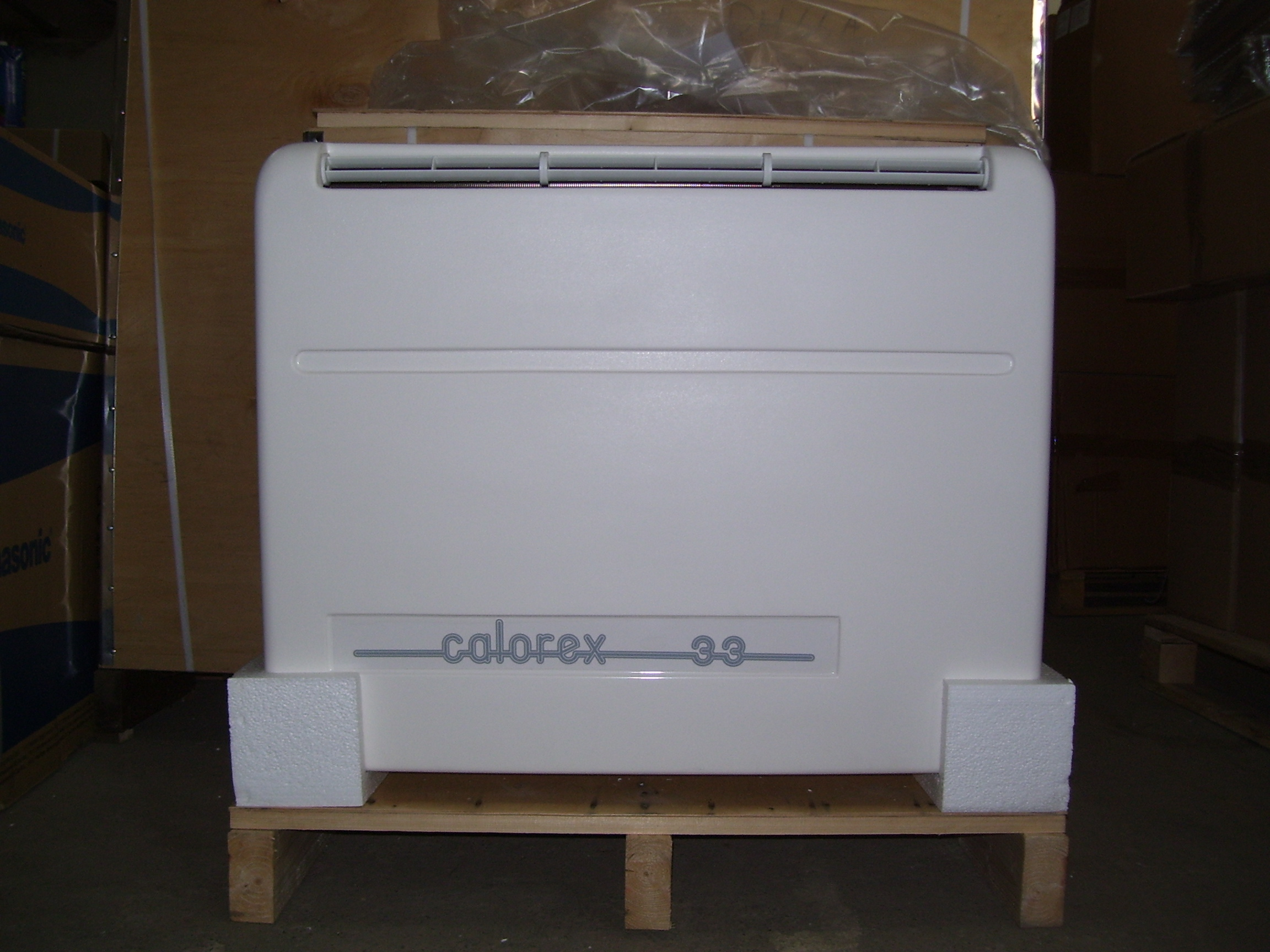
Un umidificatore professionale

L'umidificatore è un apparecchio elettrico che genera vapore acqueo per mantenere il livello di umidità corretto nell'aria, dando inoltre sollievo alle vie respiratorie degli adulti e dei bambini. La durata dell'erogazione varia a seconda della quantità di acqua che si può inserire nel serbatoio. È solitamente possibile regolare il flusso di vapore a seconda delle proprie preferenze. Questo apparecchio è ideale per tutti gli ambienti che presentano una percentuale di umidità relativa insufficiente.

## Funzionamento
Esistono due tipi di umidificatore: l'umidificatore a caldo, in cui il vapore viene prodotto portando l'acqua ad ebollizione tramite riscaldamento con una resistenza elettrica, e quello a freddo, dotato di un emettitore di ultrasuoni che producono umidità nebulizzando l'acqua in una nebbiolina di particelle finissime. L'umidificatore a caldo ha come vantaggi il fatto di produrre vapore assolutamente sterilizzato (grazie all'ebollizione) e la possibilità di inserire olii essenziali per profumare l'ambiente. Gli svantaggi dell'umidificatore a caldo, rispetto a quello a freddo, sono invece il maggior tempo di inizio del funzionamento (necessario per il riscaldamento dell'acqua, che negli apparecchi ultrasonici viene nebulizzata immediatamente), la maggiore rumorosità, la minore autonomia di funzionamento a parità di quantità d'acqua caricata, il maggior consumo energetico e il rischio di scottature con il vapore caldo.